# American Historical Association
Die American Historical Association (AHA) mit Sitz in Washington, D.C. ist eine 1884 gegründete wissenschaftliche Fachgesellschaft in den USA, die die Forschung und Lehre im Bereich der Geschichtswissenschaften fördert. Die 14.000 Mitglieder dieser Organisation sind unter anderem Professoren, Historiker, Lehrer und Studenten. Zu unterscheiden ist die AHA als nationale Fachgesellschaft von der  Organization of American Historians, die Historiker zusammenfasst, die über die Vereinigten Staaten forschen.

## Geschichte

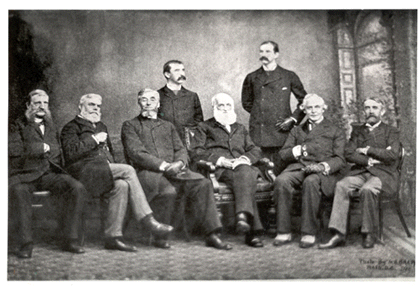
Vorstände der American Historical Association während des Annual meetings am 30. Dezember 1889 in Washington, D.C. Sitzend (von links nach rechts) William Poole, Justin Winsor, Charles Kendall Adams (President), George Bancroft, John Jay und Andrew Dickson White, stehend Herbert B. Adams und Clarence Winthrop Bowen.

Die AHA wurde mit Beschluss des US-Kongresses vom 4. Januar 1889 als Körperschaft anerkannt und publiziert u. a. The American Historical Review, eine geschichtswissenschaftliche Fachzeitschrift. Die AHA veranstaltet seit 1886 in ununterbrochener Reihenfolge Annual Meetings.

## Präsidenten der AHA
Die Präsidenten der AHA werden jährlich gewählt:

### 1884 bis 1889
- Andrew Dickson White (1884, 1885)
- George Bancroft (1886)
- Justin Winsor (1887)
- William Frederick Poole (1888)
- Charles Kendall Adams (1889)

### 1890 bis 1899
- John Jay (1890)
- William Wirt Henry (1891)
- James Burrill Angell (1892–93)
- Henry Adams (1893–94)
- George Frisbie Hoar (1895)
- Richard Salter Storrs (1896)
- James Schouler (1897)
- George Park Fisher (1898)
- James Ford Rhodes (1899)

### 1900 bis 1909
- Edward Eggleston (1900)
- Charles F. Adams (1901)
- Alfred Thayer Mahan (1902)
- Henry Charles Lea (1903)
- Goldwin Smith (1904)
- John Bach McMaster (1905)
- Simeon Eben Baldwin (1906)
- John Franklin Jameson (1907)
- George Burton Adams (1908)
- Albert Bushnell Hart (1909)

### 1910 bis 1919
- Frederick Jackson Turner (1910)
- William Milligan Sloane (1911)
- Theodore Roosevelt (1912)
- William Archibald Dunning (1913)
- Andrew C. McLaughlin (1914)
- H. Morse Stephens (1915)
- George Lincoln Burr (1916)
- Worthington C. Ford (1917)
- William Roscoe Thayer (1918–19)

### 1920 bis 1929
- Edward Channing (1920)
- Jean Jules Jusserand (1921)
- Charles Homer Haskins (1922)
- Edward Potts Cheyney (1923)
- Woodrow Wilson (1924, vor Ende der Amtszeit gestorben)
- Charles McLean Andrews (1924, 1925)
- Dana Carleton Munro (1926)
- Henry Osborn Taylor (1927)
- James H. Breasted (1928)
- James Harvey Robinson (1929)

### 1930 bis 1939
- Evarts Boutell Greene (1930)
- Carl Lotus Becker (1931)
- Herbert Eugene Bolton (1932)
- Charles A. Beard (1933)
- William Edward Dodd (1934)
- Michael I. Rostovtzeff (1935)
- Charles Howard McIlwain (1936)
- Guy Stanton Ford (1937)
- Laurence M. Larson (1938)
- William Scott Ferguson (1939)

### 1940 bis 1949
- Max Farrand (1940)
- James Westfall Thompson (1941)
- Arthur M. Schlesinger (1942)
- Nellie Neilson (1943)
- William Linn Westermann (1944)
- Carlton J. H. Hayes (1945)
- Sidney Bradshaw Fay (1946)
- Thomas J. Wertenbaker (1947)
- Kenneth Scott Latourette (1948)
- Conyers Read (1949)

### 1950 bis 1959
- Samuel Eliot Morison (1950)
- Robert Livingston Schuyler (1951)
- James G. Randall (1952)
- Louis R. Gottschalk (1953)
- Merle Curti (1954)
- Lynn Thorndike (1955)
- Dexter Perkins (1956)
- William L. Langer (1957)
- Walter Prescott Webb (1958)
- Allan Nevins (1959)

### 1960 bis 1969
- Bernadotte Everly Schmitt (1960)
- Samuel Flagg Bemis (1961)
- Carl Bridenbaugh (1962)
- Crane Brinton (1963)
- Julian P. Boyd (1964)
- Frederic C. Lane (1965)
- Roy Franklin Nichols (1966)
- Hajo Holborn (1967)
- John K. Fairbank (1968)
- C. Vann Woodward (1969)

### 1970 bis 1979
- R. R. Palmer (1970)
- David M. Potter (1971, vor Ende der Amtszeit gestorben)
- Joseph R. Strayer (1971)
- Thomas C. Cochran (1972)
- Lynn Townsend White, Jr. (1973)
- Lewis Hanke (1974)
- Gordon Wright (1975)
- Richard B. Morris (1976)
- Charles Gibson (1977)
- William J. Bouwsma (1978)
- John Hope Franklin (1979)

### 1980 bis 1989
- David H. Pinkney (1980)
- Bernard Bailyn (1981)
- Gordon A. Craig (1982)
- Philip D. Curtin (1983)
- Arthur S. Link (1984)
- William Hardy McNeill (1985)
- Carl N. Degler (1986)
- Natalie Zemon Davis (1987)
- Akira Iriye (1988)
- Louis R. Harlan (1989)

### 1990 bis 1999
- David Herlihy (1990)
- William E. Leuchtenburg (1991)
- Frederic Wakeman, Jr. (1992)
- Louise A. Tilly (1993)
- Thomas C. Holt (1994)
- John Henry Coatsworth (1995)
- Caroline Walker Bynum (1996)
- Joyce Appleby (1997)
- Joseph C. Miller (1998)
- Robert Darnton (1999)

### 2000 bis 2009
- Eric Foner (2000)
- William Roger Louis (2001)
- Lynn Hunt (2002)
- James M. McPherson (2003)
- Jonathan Spence (2004)
- James J. Sheehan (2005)
- Linda K. Kerber (2006)
- Barbara Weinstein (2007)
- Gabrielle Spiegel (2008)
- Laurel Thatcher Ulrich (2009)

### 2010 bis 2019
- Barbara D. Metcalf (2010)
- Anthony Grafton (2011)
- William Cronon (2012)
- Kenneth Pomeranz (2013)
- Jan E. Goldstein (2014)
- Vicki Ruiz (2015)
- Patrick Manning (2016)
- Tyler Stovall (2017)
- Mary Beth Norton (2018)
- J.R. McNeill (2019)

### Ab 2020
- Mary Lindemann (2020)
- Jacqueline Jones (2021)